# Thea Löfman
Thea Kerstin Löfman, född 8 september 2003, är en svensk friidrottare (släggkastning). Löfman tävlar för Malmö AI.

## Karriär
Löfman deltog vid junior-EM i Tallinn, Estland 2021. Hon kom på en 14:e plats i släggkastningen med 57,25.. 
Löfman deltog vid U23-europamästerskapen i friidrott i Esbo, Finland 2023. Hon kom på en 12:e plats i släggkastningen med 60,43.
Löfman deltog vid Europacupen i kast 2023 i Leiria, Portugal 2023. Hon kom på en 10:e plats i U23-klassen i släggkastningen med 60,66..
Löfman deltog vid Europacupen i kast 2024 i Leiria, Portugal 2023. Hon kom på en 1:a plats i U23-klassen i släggkastningen med 68,08..
Löfman satte nytt svenskt rekord på 73,31 meter vid tävlingar i Halle i Tyskland den 25 maj 2024.